# Perymenium acuminatum
Perymenium acuminatum là một loài thực vật có hoa trong họ Cúc. Loài này được (La Llave) S.F.Blake miêu tả khoa học đầu tiên năm 1924.